# Lünten

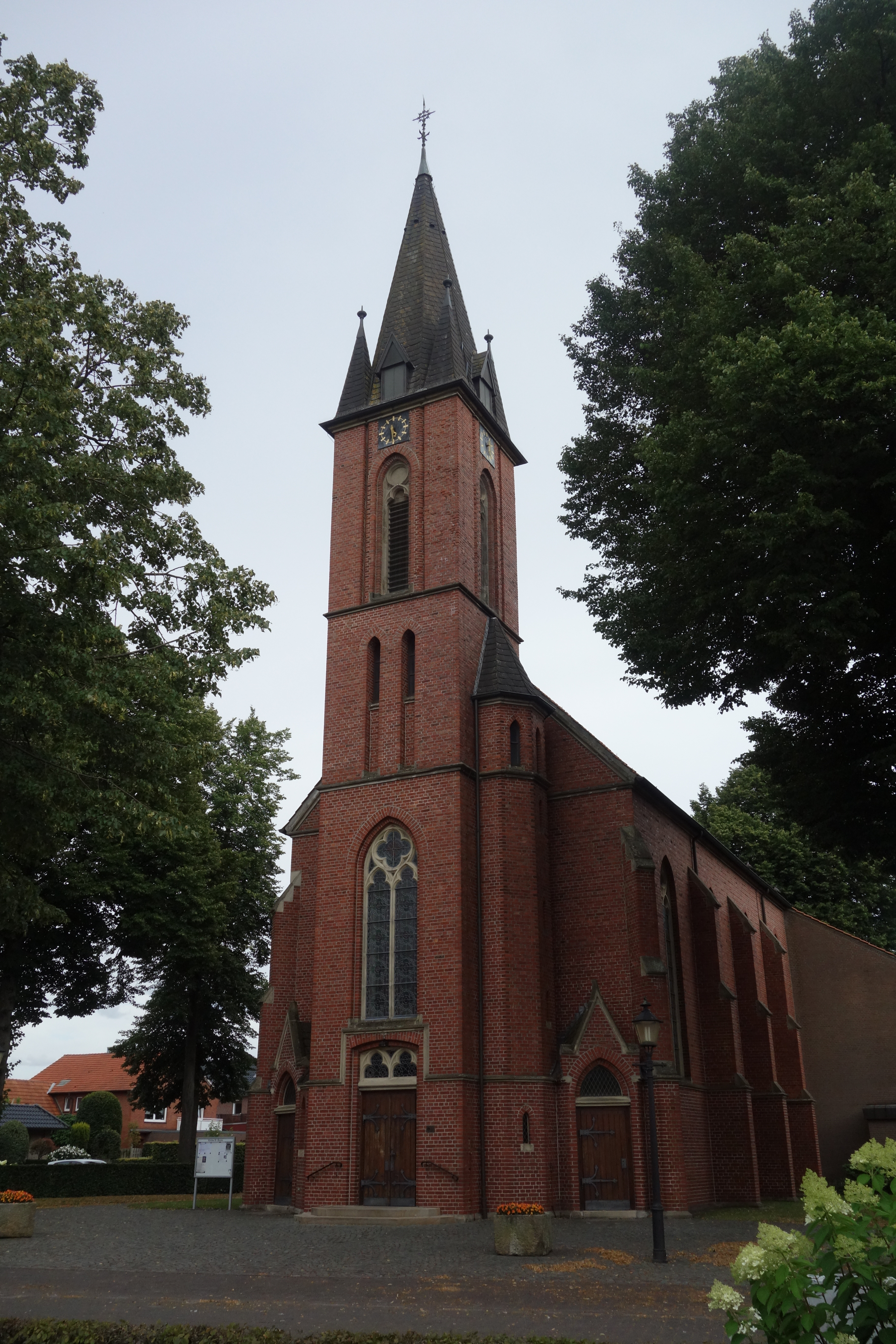
St. Bruno Kirche

Lünten ist ein Kirchdorf von Vreden im westfälischen Westmünsterland (Nordrhein-Westfalen) und hat ca. 1400 Einwohner.

## Geographie
Das Kirchdorf Lünten liegt nahe der niederländischen Grenze, rund 8 km nördlich von Vreden. Umgeben ist Lünten von vier kleinen Bauerschaften: Nork (im Nordosten, Richtung Alstätte), Sand (Südost, Richtung Ottenstein), Wesker (Südwest, Richtung Ammeloe) und Rahook (Nordwest, Richtung Niederlande). 

## Geschichte

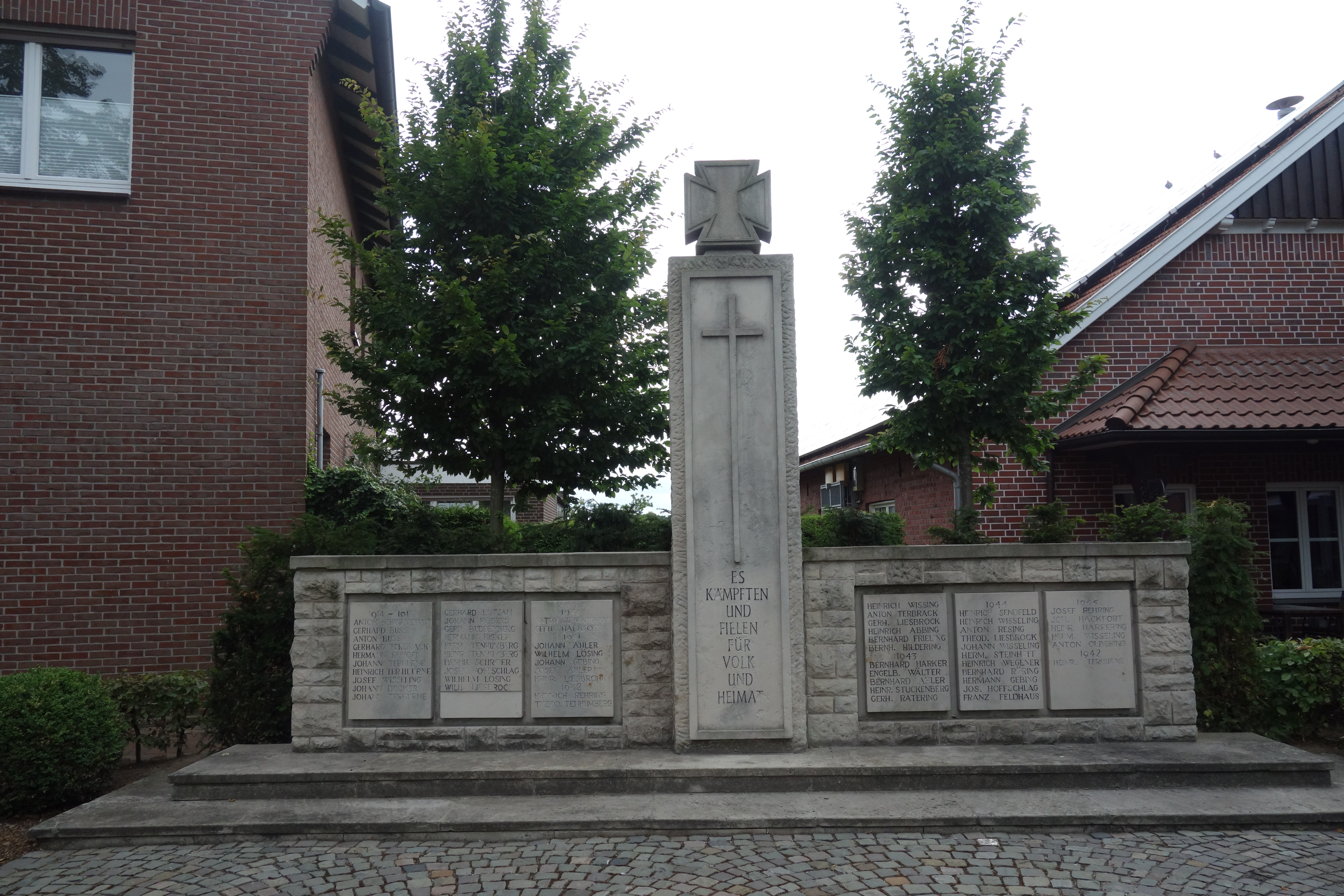
Kriegerehrenmal

Der jetzige Siedlungskern entstand 1756 mit dem Bau der ersten Kapelle und dem Hof Steinbrenner. 1895 waren um diese einige Häuser errichtet worden. Am Standort der ehemaligen Kapelle steht heute ein Kriegerehrenmal. Im Jahr 1906 wurde die Kapelle abgerissen und es wurde eine neue Kirche errichtet. Danach entwickelte sich Lünten allmählich zum Dorf. Als die neue Kirche 1964 zu klein wurde, erweiterte man diese um zwei Seitenschiffe. Durch die ständige Ausweisung von Neubaugebieten erweitert und entwickelt sich Lünten immer mehr.

## Kultur und Sehenswürdigkeiten

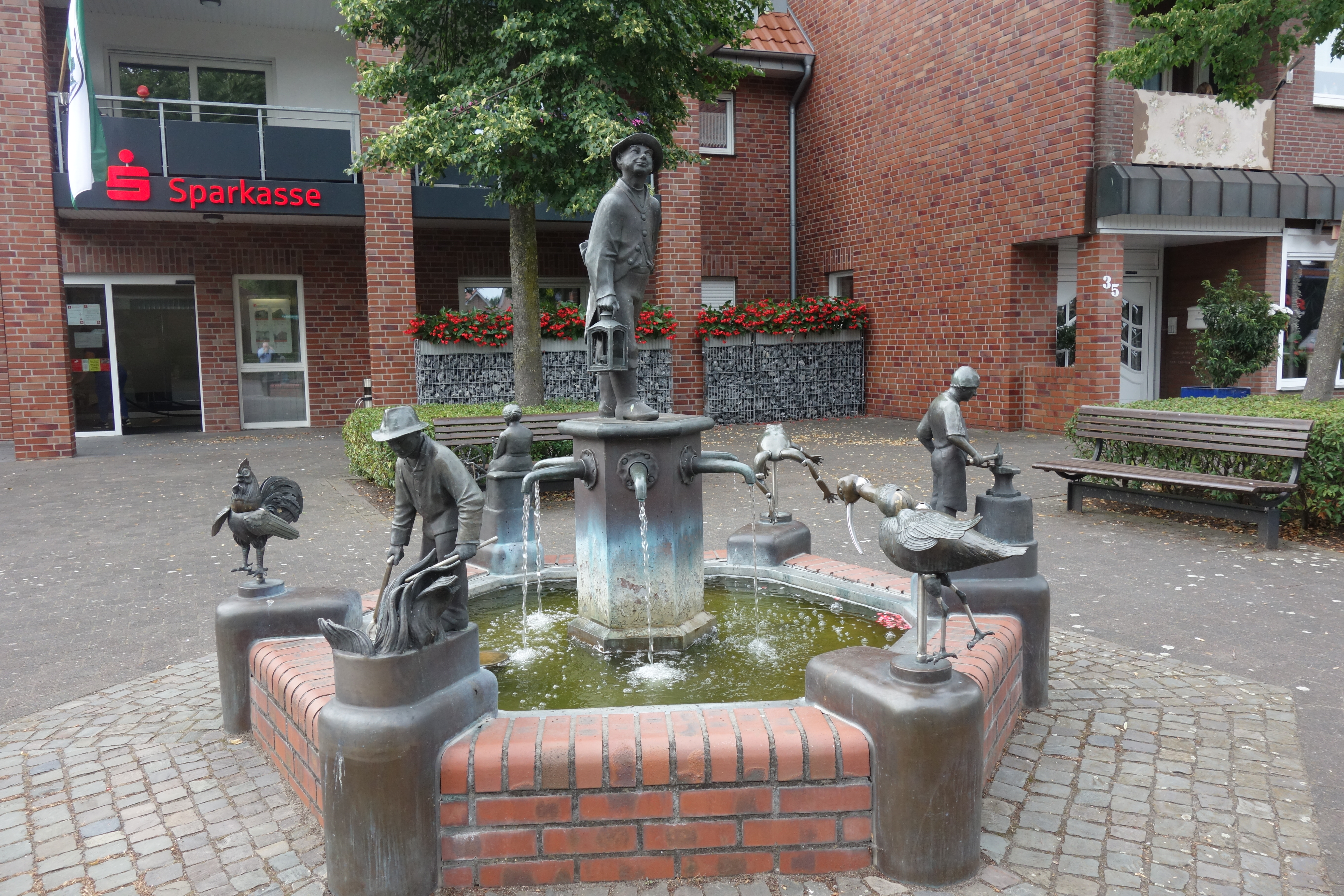
Springbrunnen

Neben der Kirche gehören die alte Mühle und der neu gestaltete Dorfkern samt Dorfbrunnen zu den Sehenswürdigkeiten von Lünten. Des Weiteren befinden sich die drei Naturschutzgebiete Lüntener Fischteiche, Lüntener Wald und das Schwatte Gatt, die die typischen Heide- und Moorlandschaften des Münsterlandes beherbergen, ganz oder teilweise in Lünten.

## Naturerbe
Im Rahook, direkt südlich des Lüntener Waldes, liegt das Gelände des ehemaligen Munitionsdepot der Bundeswehr. Das Depot wurde 2009 geschlossen; es ist heute im Besitz des Bundes und darf nach wie vor nicht betreten werden. Verwaltet wird das Gelände von der DBU Naturerbe. Die Fläche (132 ha) ist seit 2004 Teil des EU-Vogelschutzgebiets Moore und Heiden des westlichen Münsterlandes. Zu den Brutvögeln zählen der Uhu, Schwarzspecht, Grünspecht, Heidelerche, Gartenrotschwanz, Trauerschnäpper und Baumpieper.

## Persönlichkeiten
- Heinrich Tenhumberg (Bischof von Münster 1969–1979)